# Aeroporto di Kyzyl
L'aeroporto di Kyzyl (in russo: Аэропорт Кызыл) è un aeroporto civile internazionale situato a 6 km a sud-est dalla città di Kyzyl, capitale della Repubblica di Tuva, nella Siberia centro-meridionale, in Russia. L'aeroporto di Kyzyl è la base della compagnia aerea russa Tuva Avia.

## Storia
L'aeroporto di Kyzyl è stato aperto nel 1946. Nel 2006 fu ristrutturato secondo i nuovi criteri dell'ICAO e vi fu l'apertura di un settore internazionale nel terminal passeggeri per i voli di linea e i voli charter.

## Posizione geografica
L'aeroporto di Kyzyl si trova a 371 km dalla confine con la Mongolia, a 3656 km a sud-est dalla Mosca, e a 3950 km a sud-est dalla San Pietroburgo, a 560 km a sud-est dalla Novokuzneck.
L'aeroporto di Kyzyl si trova sulla rotta aerea internazionale А-91 che collega i paesi dell'Unione europea con il Sud-est asiatico e con l'Australia. Questa tratta è utilizzata dalle compagnie aeree della Germania, Finlandia, Italia, Corea del Sud, Cina, Australia con un traffico di 16.500 voli/anno.

## Dati tecnici
L'aeroporto di Kyzyl è dotato di due piste attive cementate di 2 700 m x 45 m e di 1 200 m x 30 m che permettono il decollo/atterraggio di tutti i tipi degli elicotteri Mil Mi-6, Mil Mi-8 e degli aerei Antonov An-2, Antonov An-12, Antonov An-24, Antonov An-26, Antonov An-30, Antonov An-72, Antonov An-74, Tupolev Tu-134, Tupolev Tu-154, Yakovlev Yak-40, Yakovlev Yak-42, Let L-410, Ilyushin Il-18, Ilyushin Il-76 con il peso massimo al decollo di 65 tonnellate.

## Terminal
All'aeroporto sono presenti il Terminal Passeggeri con un settore per i voli internazionali con la capacità di 250 passeggeri/ora e un Terminal Cargo.

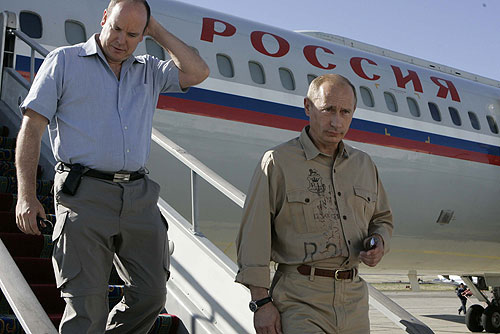
Alberto II di Monaco e Vladimir Putin escono dal Tupolev Tu-154M della Rossija Airlines all'aeroporto di Kyzyl nel 2007

## Collegamenti
L'aeroporto di Kyzyl è facilmente raggiungibile con due linee del servizio urbano della Kyzyl numero 1 e numero 1A.